# Montilly
Montilly é uma comuna francesa na região administrativa de Auvérnia-Ródano-Alpes, no departamento Allier. Estende-se por uma área de 22 km². Em 2010 a comuna tinha 513 habitantes (densidade: 23,3 hab./km²).